# باول هوارد (لاعب كرة قاعدة)
باول هوارد (بالإنجليزية: Paul Howard) هو لاعب كرة قاعدة أمريكي، ولد في 20 مايو 1884 في بوسطن في الولايات المتحدة، وتوفي في 29 أغسطس 1968 في ميامي في الولايات المتحدة.

## وصلات خارجية
- بول هوارد على موقعبيزبول رفرنس.كوم (الدوري الرئيسي) (الإنجليزية)
- بول هوارد على موقعبيزبول رفرنس.كوم (الدوري الثانوي) (الإنجليزية)